# Robert Bly
Robert Elwood Bly (Condado de Lac qui Parle, Minnesota, 23 de diciembre de 1926 - 21 de noviembre de 2021) fue un lingüista, poeta, traductor, escritor, ensayista y activista estadounidense. Su libro más conocido fue Iron John: A Book About Men ("Juan Hierro: un libro sobre hombres", 1990), texto clave del movimiento de los hombres mitopoéticos, que estuvo 62 semanas en la The New York Times Best Seller list. Ganó en 1968 el Premio Nacional del Libro de Poesía por el libro The Light Around the Body.

## Obras
- A little book on the human shadow (1986)
- The Sibling Society (1996)
- The Light Around the Body (1967)

### No ficción
- More Than True: The Wisdom of Fairy Tales (Henry Holt & Co, 2018)
- Remembering James Wright (2005)
- The Maiden King : The Reunion of Masculine and Feminine, Bly and Marion Woodman (Henry Holt & Co, 1998)
- The Sibling Society (Addison-Wesley, 1996)
- The Spirit Boy and the Insatiable Soul (1994)
- American Poetry: Wildness and Domesticity (1991)
- Iron John: A Book About Men (1990)
- A Little Book on the Human Shadow, Bly and William Booth (1988)
- Eight Stages of Translation (1983)
- Talking All Morning: